# Anakreonteia
Die Anakreonteia (᾿Ανακρεόντεια, lateinisch (Carmina) Anacreontea, deutsch Anakreonteen oder Anakreontische Lieder) sind eine anonyme Sammlung griechischer Gedichte über Liebe, Wein, schöne Jünglinge, Aphrodite, Eroten, Grazien, Dionysos und Frühling aus dem 1. Jahrhundert v. Chr. bis zum 5./6. Jahrhundert nach Christus, die unter dem Namen des griechischen Lyrikers Anakreon zusammengestellt wurde.
Die Sammlung enthält etwa 60 Gedichte, auch einiger byzantinischer Dichter. Sie stammen aus verschiedenen Epochen, richten sich aber in Stil und Thema nach Anakreon.

## Textüberlieferung und -ausgaben
Die einzige Handschrift, ein Anhang zur Anthologia Palatina (cod. Parisinus Suppl. gr. 384, olim Palatinus gr. 23, aus dem 10. Jahrhundert), wurde Mitte des 16. Jahrhunderts entdeckt und von Henricus Stephanus abgeschrieben. Diese heute in Leiden aufbewahrte Abschrift hat Stephanus seiner editio princeps von 1554 zu Grunde gelegt. Sie war lange Zeit die maßgebliche Ausgabe und enthielt ausgewählte Oden in lateinischer Übersetzung. Eine neuere Ausgabe wurde von Karl Preisendanz 1912 besorgt.

## Rezeption
Es gibt heute Übersetzungen und Nachdichtungen in vielen Sprachen, deutsch beispielsweise von Eduard Mörike, die die Literaturgattung der Anakreontik bilden. Da die Carmina Anacreontea bis weit ins 19. Jahrhundert als Werke des Anakreon galten, beziehen sich wesentliche Teile der Anakreon-Rezeption eigentlich auf diese späteren Nachahmungen. Zur deutschsprachigen literarischen Rezeption siehe dort.
Die anakreontische Mode erfasste im 18. Jahrhundert aber auch andere Länder. Beispielsweise gestalteten Giovanni Bertati und nach dessen Vorbild Lorenzo da Ponte die Texte je einer Arie in den Don-Giovanni-Opern von Giuseppe Gazzaniga und Wolfgang Amadeus Mozart (beide 1787 uraufgeführt). Wie das antike Gedicht Nr. 14 enthalten auch die Arie des Pasquariello und die Registerarie des Leporello statistische Aufzählungen der (namenlosen) Geliebten aus zahlreichen Städten und Ländern. Das damalige Publikum wird die Anspielung als solche erkannt haben.

## Ausgaben und Übersetzungen
In älteren Ausgaben und Übersetzungen wurden die Gedichte in unterschiedlichen Anordnungen gedruckt. Erst seit der Ausgabe von Karl Preisendanz (1912) hat sich die Wiedergabe in der Reihenfolge des codex Parisinus (Palatinus) durchgesetzt. Die Benutzung älterer Literatur wird dadurch sehr erschwert.
- Digitalisat der byzantinischen Handschrift in der Bibliothèque nationale de France (die Anakreonteen stehen auf fol. 31–38 = pdf-Seiten 70–85).
- Karl Wilhelm Ramler: Anakreons auserlesene Oden, und die zwey noch übrigen Oden der Sappho. Mit Anmerkungen von Karl Wilhelm Ramler. Bey Johann Daniel Sander, Berlin 1801, urn:nbn:de:bvb:12-bsb10232439-3 (Aus dem Nachlass herausgegeben von Georg Ludewig  Spalding. Enthält 53 Gedichte, davon stammen ein oder zwei von Anakreon, die übrigen sind Carmina Anacreontea.).
- Anakreon und die sogenannten Anakreontischen Lieder. Revision und Ergänzung der J. Fr. Degen’schen Übersetzung mit Erklärungen von Eduard Mörike. Krais & Hoffmann, Stuttgart 1864, S. 67–132 (archive.org – Mörike ist einer der ersten deutschen Übersetzer, die zwischen Anakreon und den späteren Carmina Anacreontea klar unterscheiden. Auch heute noch gut lesbar.).
 Später aufgenommen in die Reihe: Langenscheidtsche Bibliothek sämtlicher griechischen und römischen Klassiker in neueren deutschen Muster-Übersetzungen. Band 3. Langenscheidtsche Verlagsbuchhandlung, Berlin (digitale-sammlungen.de). – Neuausgaben:
  - Eduard Mörike: Sämtliche Gedichte. Übersetzungen. Auf Grund der Originaldrucke herausgegeben von Herbert G. Göpfert. Nachwort von Georg Britting. Carl Hanser Verlag, München 1964. – Taschenbuchausgabe ohne das Nachwort: Deutscher Taschenbuch Verlag, München 1975, ISBN 3-446-11665-6, S. 582–616.
- Karl Preisendanz (Hrsg.): Carmina Anacreontea e Bybl. Nat. Par. Cod. Gr. Suppl. 384 post Val. Rosium tertium edidit Carolus Preisendanz. Teubner, Leipzig 1912, DNB 367368218.
- Martin L. West (Hrsg.): Carmina Anacreontea. 2., überarbeitete Auflage, Teubner, Stuttgart/Leipzig 1993, ISBN 3-8154-1025-8.
- Silvio Bär, Manuel Baumbach, Nicola Dümmler, Horst Sitta, Fabian Zogg: Carmina Anacreontea. Griechisch/Deutsch. Reclam, Stuttgart 2014, „aktualisierte Ausgabe“ Reclam, Ditzingen 2020.